# Funció de Liapunov
En la teoria d'equacions diferencials ordinàries (EDOs), les funcions de Liapunov són funcions escalars que poden ser usades per demostrar l'estabilitat d'un punt d'equilibri d'una EDO. Duen el nom del matemàtic rus Aleksandr Mikhàilovitx Liapunov i són importants en la teoria d'estabilitat de control i en la teoria de sistemes dinàmics. Un concepte similar apareix en la teoria de cadenes de Màrkov en espai d'estats general, normalment sota el nom de funcions de Foster–Liapunov.
Per algunes classes d'EDOs, l'existència de funcions de Liapunov és una condició necessària i suficient per a l'estabilitat. Així com no hi ha cap tècnica general per construir funcions de Liapunov per EDOs, en molts casos específics la construcció de funcions de Liapunov és coneguda. Per exemple, les funcions quadràtiques són funcions de Liapunov de sistemes d'un sol estat; la solució d'una desigualtat matricial lineal particular proporciona funcions de Liapunov per a sistemes lineals i sovint es poden fer servir lleis de conservació per construir funcions de Liapunov per a sistemes físics.

## Definició
Una funció de Liapunov del sistema dinàmic autònom
{\displaystyle {\begin{cases}g:\mathbb {R} ^{n}\to \mathbb {R} ^{n}\\{\dot {y}}=g(y)\end{cases}}}
amb punt d'equilibri a {\displaystyle y=0} és una funció escalar contínua {\displaystyle V:\mathbb {R} ^{n}\to \mathbb {R} } té la primera derivada contínua, és estrictament positiva, i per la qual{\displaystyle -\nabla {V}\cdot g} és també estrictament positiu. La condició que {\displaystyle -\nabla {V}\cdot g} sigui estrictament positiu és sovint imposada com {\displaystyle -\nabla {V}\cdot g} ha de ser "localment definit positiu", o bé {\displaystyle \nabla {V}\cdot g} és "localment definit negatiu".

### Discussió sobre termes que sorgeixen en la definició
Les funcions de Liapunov sorgeixen en l'estudi de punts d'equilibri de sistemes dinàmics. En {\displaystyle \mathbb {R} ^{n},} un sistema dinàmic autònom arbitrari pot ser escrit com 
{\displaystyle {\dot {y}}=g(y)}
on {\displaystyle g:\mathbb {R} ^{n}\to \mathbb {R} ^{n}} és una funció contínua.
Un punt d'equilibri és un punt {\displaystyle y^{*}} tal que {\displaystyle g(y^{*})=0.} Donat un punt d'equilibri, {\displaystyle y^{*},} sempre existeix una transformació de coordenades {\displaystyle x=y-y^{*},} tal que:
{\displaystyle {\begin{cases}{\dot {x}}={\dot {y}}=g(y)=g(x+y^{*})=f(x)\\f(0)=0\end{cases}}}
Llavors, en l'estudi dels punts d'equilibri, només cal assumir que el punt d'equilibri ocorre a {\displaystyle 0}.
Per la regla de cadena, per qualsevol funció, {\displaystyle H:\mathbb {R} ^{n}\to \mathbb {R} ,} la derivada de la funció respecte el temps avaluada en una solució del sistema dinàmic és 
{\displaystyle {\dot {H}}={\frac {d}{dt}}H(x(t))={\frac {\partial H}{\partial x}}\cdot {\frac {dx}{dt}}=\nabla H\cdot {\dot {x}}=\nabla H\cdot f(x).}
Una funció {\displaystyle H} és localment definida positiva (en el sentit dels sistemes dinàmics) si d'una banda {\displaystyle H(0)=0} i d'altra banda existeix un veïnat de l'origen, {\displaystyle {\mathcal {B}}}, tal que:
{\displaystyle H(x)>0\quad \forall x\in {\mathcal {B}}\setminus \{0\}.}

## Teoremes de Liapunov bàsics per a sistemes autònoms
Sigui {\displaystyle x^{*}=0} un punt d'equilibri del sistema autònom
{\displaystyle {\dot {x}}=f(x).}
i denoti {\displaystyle {\dot {V}}(x)} la derivada temporal de la funció de Liapunov candidata {\displaystyle V}:
{\displaystyle {\dot {V}}(x)={\frac {d}{dt}}V(x(t))={\frac {\partial V}{\partial x}}\cdot {\frac {dx}{dt}}=\nabla V\cdot {\dot {x}}=\nabla V\cdot f(x).}

### Equilibri local asimptòticament estable
Si s'aïlla l'equilibri, la candidata a funció de Liapunov {\displaystyle V} és localment definida positiva i la seva derivada respecte el temps és localment definida negativa:
{\displaystyle {\dot {V}}(x)<0\quad \forall x\in {\mathcal {B}}\setminus \{0\}}
en un cert veïnat {\displaystyle {\mathcal {B}}} de l'origen, llavors es demostra que l'equilibri és localment asimptòticament estable.

### Equilibri estable
Si {\displaystyle V} és una funció de Liapunov, llavors l'equilibri és estable segons Liapunov.
I vice versa també aplica, tal com va demostrar José Luis Massera.

### Equilibri global asimptòticament estable
Si la candidata a funció de Liapunov {\displaystyle V} és globalment definida positiva, radialment no fitada, l'equilibri aïllat i la derivada respecte el temps de la candidata a funció de Liapunov és globalment definida negativa:
{\displaystyle {\dot {V}}(x)<0\quad \forall x\in \mathbb {R} ^{n}\setminus \{0\},}
Llavors es demostra que l'equilibri és globalment asimptòticament estable.
La candidata a funció de Liapunov {\displaystyle V(x)} és radialment no fitada si
{\displaystyle \|x\|\to \infty \Rightarrow V(x)\to \infty .}

## Exemple
Consideri's l'equació diferencial següent amb solució {\displaystyle x} en {\displaystyle \mathbb {R} }:
{\displaystyle {\dot {x}}=-x.}
Atès que {\displaystyle x^{2}} és sempre positiu al voltant de l'origen, es tracta d'un bon candidat per ser una funció de Liapunov. Així, sigui .{\displaystyle V(x)=x^{2}} en {\displaystyle \mathbb {R} }, llavors:
{\displaystyle {\dot {V}}(x)=V'(x){\dot {x}}=2x\cdot (-x)=-2x^{2}<0.}
Això demostra que l'equació diferencial és asimptòticament estable a l'origen. Noti's que usant el mateix candidat a funció de Liapunov es pot demostrar que el punt d'equilibri és també globalment asimptòticament estable.